# Европско првенство у атлетици на отвореном 2010 — 3.000 метара препреке за мушкарце
Дисциплина трчања на 3.000 м са препрекама у мушкој конкуренцији на Европском првенству у атлетици 2010. у Барселони одржана је у 30. јула и 1. августа на Олимпијском стадиону Луис Кампоманис.
Французи Маједин Мехиси-Бенабад и Буабдела Тари су освојили златну и сребрну медаљу. Бронзану медаљу је освојио Шпанац Хосе Луис Бланко али му је касније одузета јер је био позитиван на допинг тесту на шпанском првенству у јулу ове године. Одузета бронзана медаља је накнадно уручена четвртопласираном Молдавцу Јону Лучијанову.

## Земље учеснице
Учествовала су 24 такмичара из 14 земаља. Постигнуто је само 6 рекорда сезоне појединих такмичара.
| - Андора (1) - Аустрија (1) - Белгија (1) - Финска (2) - Француска (3) | - Молдавија (1) - Немачка (1) - Норвешка (1) - Пољска (2) - Португалија (3) | - Русија (2) - Словенија (1) - Шпанија (3) - Шведска (1) |

## Званични рекорди
| Рекорди пре почетка Европског првенства 2010.          | Рекорди пре почетка Европског првенства 2010. | Рекорди пре почетка Европског првенства 2010. | Рекорди пре почетка Европског првенства 2010. | Рекорди пре почетка Европског првенства 2010. |
| ------------------------------------------------------ | --------------------------------------------- | --------------------------------------------- | --------------------------------------------- | --------------------------------------------- |
| Светски рекорд                                         |                                               |                                               |                                               |                                               |
| Светски рекорд                                         | Саиф Саид Шахин · Катар                       | 7:53,63                                       | Брисел, Белгија                               | 3. септембар 2004.                            |
| Европски рекорд                                        | Буабделах Тари · Француска                    | 8:01,18                                       | Берлин, Немачка                               | 18. август 2009.                              |
| Рекорди Европских првенстава                           | Франческо Панета · Италија                    | 8:12,66                                       | Сплит, СФРЈ                                   | 30. август 1990                               |
| Светски рекорд сезоне                                  | Бримин Кипроп Кипруто · Кенија                | 8:00,90                                       | Сен Дени, Француска                           | 16. јули 2010                                 |
| Европски рекорд сезоне                                 | Буабделах Тари · Француска                    | 8:03,72                                       | Мец, Француска                                | 29. јун 2010                                  |
| Нови рекорди после завршеног Европског првенства 2010. |                                               |                                               |                                               |                                               |
| Рекорди Европских првенстава                           | Маједин Мекиси Бенабад · Француска            | 8:07,87                                       | Барселона, Шпанија                            | 1. август 2010.                               |

## Победници
|                                  |                         |                         |
| Маједин Мехиси-Бенабад Француска | Буабдела Тари Француска | Јон Лучијанов Молдавија |

## Сатница
| Датум           | Време | Коло          |
| --------------- | ----- | ------------- |
| 30. јул 2010.   | 11:40 | Квалификације |
| 1. ангуст 2010. | 19:15 | Финале        |

## Резултати

### Квалификације
Такмичари су били подељени у две групе по 12. У финале су се пласирали по четворица првопласираних из обе групе (КВ) и четворица према постигнутом резултату (кв).
| Место | Група | Стаза | Име                      | Земља       | Време             | Белешка           |
| ----- | ----- | ----- | ------------------------ | ----------- | ----------------- | ----------------- |
| 1     | 2     | 9     | Маједин Мекиси Бенабад   | Француска   | 8:27,32           | КВ                |
| 2     | 2     | 11    | Јон Лучијанов            | Молдавија   | 8:29,49           | КВ                |
| 3     | 2     | 1     | Томаш Шимковјак          | Пољска      | 8:30,02           | КВ                |
| 4     | 1     | 12    | Буабдела Тари            | Француска   | 8:30,11           | КВ                |
| 5     | 1     | 4     | Илдар Миншин             | Русија      | 8:30,14           | КВ                |
| 6     | 2     | 8     | Алберто Пауло            | Португалија | 8:30,26           | КВ                |
| 7     | 1     | 9     | Хосе Луис Бланко         | Шпанија     | 8:30.53           | КВ                |
| 8     | 1     | 8     | Штефен Уличка            | Немачка     | 8:30,61           | КВ                |
| 9     | 1     | 11    | Бјернар Устад Кристенсен | Норвешка    | 8:30,91           | кв                |
| 10    | 2     | 12    | Боштјан Буч              | Словенија   | 8:31,08           | кв, ЛРС           |
| 11    | 2     | 4     | Елисео Мартин            | Шпанија     | 8:31,71           | кв                |
| 12    | 2     | 2     | Андреј Фарносов          | Русија      | 8:31,88           | кв                |
| 13    | 2     | 3     | Мустафа Мохамед          | Шведска     | 8:32,05           |                   |
| 14    | 1     | 5     | Хуберт Покроп            | Пољска      | 8:32,77           |                   |
| 15    | 1     | 10    | Крајн ван Колвајк        | Белгија     | 8:33,00           |                   |
| 16    | 2     | 7     | Јане Уконманахо          | Финска      | 8:33,48           | ЛР                |
| 17    | 1     | 6     | Анхел Муљера             | Шпанија     | 8:37,38           |                   |
| 18    | 1     | 1     | Венсан Зоуи Дандрију     | Француска   | 8:38,33           |                   |
| 19    | 2     | 6     | Мартин Прел              | Аустрија    | 8:41,63           |                   |
| 20    | 2     | 10    | Марио Теишеира           | Португалија | 8:42,53           |                   |
| 21    | 1     | 2     | Педро Рибеиро            | Португалија | 8:45.18           |                   |
| 22    | 1     | 3     | Јонас Харјамеки          | Финска      | 8:47,25           |                   |
| 23    | 1     | 7     | Пеп Санса Булич          | Андора      | 9:24,39           |                   |
|       | 2     | 5     | Питер Десмет             | Белгија     | Није завршио трку | Није завршио трку |

### Финале
| Место | Стаза | Име                      | Земља       | Време     | Белешка         |
| ----- | ----- | ------------------------ | ----------- | --------- | --------------- |
|       | 4     | Маједин Мекиси Бенабад   | Француска   | 8:07,87   | РЕП             |
|       | 9     | Буабдела Тари            | Француска   | 8:09,28   |                 |
|       | 5     | Јон Лучијанов            | Молдавија   | 8:19,64   | ЛРС             |
| 4     | 7     | Томаш Шимковјак          | Пољска      | 8:23,37   |                 |
| 5     | 12    | Илдар Миншин             | Русија      | 8:24,87   |                 |
| 6     | 11    | Штефен Уличка            | Немачка     | 8:25,39   | ЛР              |
| 7     | 1     | Елисео Мартин            | Шпанија     | 8:27,49   |                 |
| 8     | 3     | Бјернар Устад Кристенсен | Норвешка    | 8:27,89   | ЛРС             |
| 9     | 8     | Алберто Пауло            | Португалија | 8:28,08   |                 |
| 10    | 6     | Андреј Фарносов          | Русија      | 8:37,52   |                 |
| 11    | 2     | Боштјан Буч              | Словенија   | 8:48,83   |                 |
|       | 10    | Хосе Луис Бланко         | Шпанија     | (8:19,15) | Дисквалификован |

Пролазна времена
1.000 м Маједин Мекиси Бенабад 2:41,19
2.000 м Маједин Мекиси Бенабад 5:27,36